# سانتا کروز، مادیرا
شهر سانتا کروز (به پرتغالی: Santa Cruz, Madeira) در سانتا کروز، مادیرا در کشور پرتغال واقع شده‌است. جمعیت این شهر ۶٬۵۰۰ نفر  است. در تاریخ ۲ اوت ۱۹۹۶ به عنوان شهر شناخته شد.